# Mary Sophia Allen

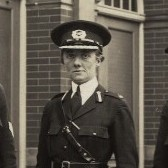
Mary Sophia Allen, 1916

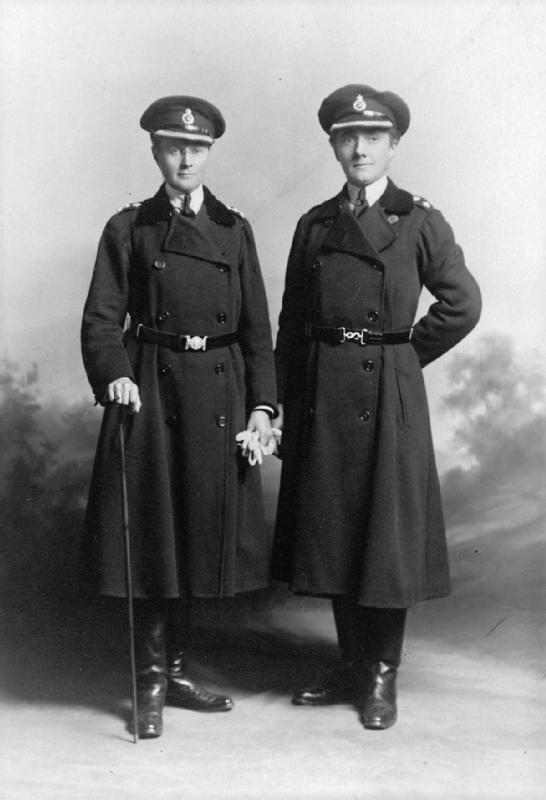
Subcommandant Mary Sophia Allen (rechts) und Commandant Margaret Damer Dawson des Women’s Police Service, 1914–1918

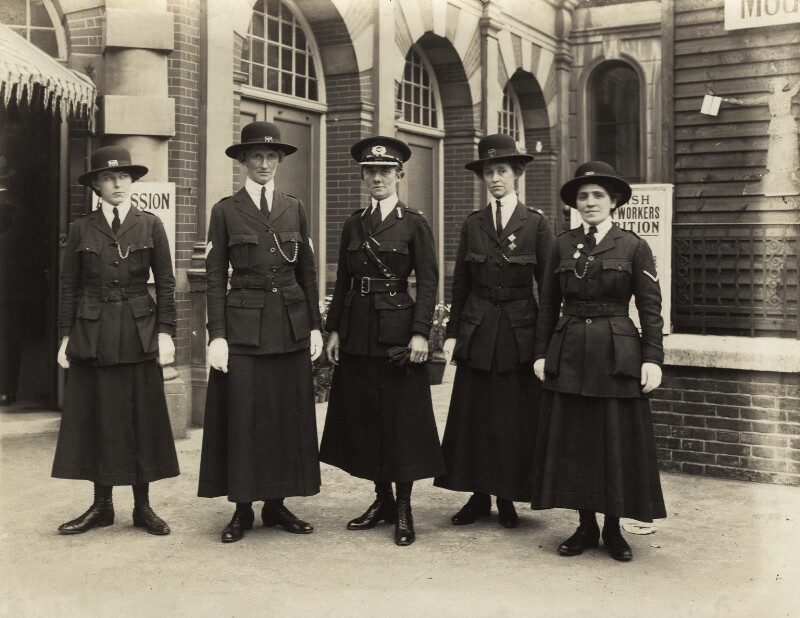
Mary Sophia Allen (Mitte) mit vier ihrer Polizistinnen, 1916

Mary Sophia Allen (* 12. März 1878 in Cardiff; † 16. Dezember 1964 in Croydon, London) war eine britische Suffragette, Polizistin und Faschistin. Sie ist vor allem als eine der ersten Anführerinnen der halb-privaten Women’s Police Volunteers bekannt. Sie kandidierte einmal als unabhängige Liberale für das Unterhaus und stellte ihre Polizeitruppe zur Verfügung, um den Generalstreik in Großbritannien 1926 zu brechen. Danach traf sie sich mit europäischen Faschisten und antikommunistischen Organisationen und trat 1939 der British Union of Fascists bei. Im Ruhestand engagierte sich Allen für Tierrechte.

## Leben
Allen wurde als eines der zehn Kinder von Thomas Isaac Allen, dem Chief Superintendent der Great Western Railway, und Margaret Sophia Carlyle in einer wohlhabenden Familie in Cardiff geboren. Allen hatte ein enges Verhältnis zu ihren Schwestern, die alle zum religiösen Mystizismus neigten. Sie wurde zu Hause und später am Princess Helena College in Ealing erzogen.
1909 ging Allen, inspiriert von Annie Kenney, nach London und schloss sich der Women’s Social and Political Union (WSPU) an. Sie wurde WSPU-Organisatorin im Südwesten. Im Jahr 1909 wurde sie dreimal inhaftiert und verurteilt, weil sie Fensterscheiben eingeschlagen hatte, unter anderem am Büro des Inland Revenue und des Liberal Clubs in Bristol und beim Innenministerium, zweimal trat sie in den Hungerstreik und wurde beim letzten Mal auch zwangsernährt. In ihrem Buch Lady in Blue schreibt Mary Allen, dass sie im Gefängnis „zum ersten Mal die Idee einer weiblichen Polizei hatte, die weibliche Straftäter verhaften, sie auf der Polizeiwache betreuen, sie ins Gefängnis begleiten und sie angemessen betreuen sollte“.
Wie viele andere inhaftierte und zwangsernährte Suffragette bekam sie im August 1909 von Emmeline Pethick-Lawrence die sogenannte „Hungerstreikmedaille“ For Valour der WSPU verliehen. Da sie durch Hungerstreik und Zwangsernährung körperlich sehr geschwächt war, untersagte ihr Emmeline Pankhurst weitere militante Aktionen und Allen wurde WSPU-Organisatorin in Edinburgh.

### Erster Weltkrieg
Mit dem Ausbruch des Ersten Weltkriegs schlossen Regierung und WSPU ein Stillhalteabkommen, so dass die militanten Aktivitäten der Suffragetten eingestellt und für die Verurteilten eine Amnestie in Kraft trat. Allen lehnte ein Arbeitsangebot einer Näherinnen-Gilde ab und sah sich nach einer aktiveren Beschäftigung um. Sie hörte, dass eine Reihe von Frauen an der Gründung einer Frauenpolizei arbeiteten, und schloss sich 1914 Nina Boyles Women Police Volunteers an. Diese wurde 1915 von Margaret Damer Dawson übernommen und in Women Police Service (WPS) umbenannt, mit Allen als stellvertretender Kommandantin. Sie entwarfen ihre eigene Uniform und eröffneten Ausbildungsschulen in London und Bristol. Sie sahen ihre Aufgabe vor allem darin, sich um Frauen und Kinder zu kümmern und Frauen aus dem „Laster“ (Prostitution) und der „weißen Sklaverei“ (mit der Prostitution verbundene Nötigung) zu befreien. Allen diente in Grantham und Kingston upon Hull und kontrollierte das Verhalten von Frauen in der Nähe der dortigen Kasernen. Anschließend überwachte sie in Kriegszeiten Munitionsfabriken, in denen viele Frauen beschäftigt waren.
Allen arbeitete auch in London, wo das „Khaki-Fieber“ (Frauen, die für Soldaten schwärmen) als Problem definiert wurde. Neben diesen Aktivitäten betrieb der WPS auch Kinderfürsorge und richtete eine Wohltätigkeitsabteilung und ein Heim für Mütter und Babys ein. Allen wurde im Februar 1918 für ihre Verdienste mit dem Order of the British Empire ausgezeichnet.
Allen und Dawson scherten sich die Haare und legten ein strenges militärisches Erscheinungsbild an den Tag, und Allen trug für den Rest ihres Lebens eine Polizeiuniform in der Öffentlichkeit. 1915 machte Dawson ein Testament, in dem sie Allen alles vermachte; als Dawson 1920 unerwartet starb, übernahm Allen die Rolle der WPS-Kommandantin. Nach dem Krieg sollte sich die WPS auflösen, da die Behörden keinen weiteren Bedarf für sie sahen. Die Metropolitan Police richtete eine eigene Frauenabteilung ein. In die konnte Allen jedoch nicht eintreten, weil der Commissioner der Metropolitan Police die Übernahme von militanten Suffragetten in den Dienst ablehnte.  Die Metropolitan Police warf dem WPS zudem vor, sich mit dem Tragen offizieller Polizeiuniformen als Polizistinnen der Metropolitan Police auszugeben. Der WPS musste dann ihr Uniformdesign infolge eines Verfahrens vor dem Westminster Police Court im April 1921 anpassen. Die Behörden entschieden aber, dass die Aktivitäten des WPS, zu denen auch die Erstellung von Dossiers über linke Aktivisten gehörte, harmlos waren und sie die Uniform weiterhin tragen durften.
Der WPS änderte den Namen in Women’s Auxiliary Service (WAS) und machte, mit geringfügigen Änderungen an ihrer Uniform, weiter wie bisher und richtete eine weitere Ausbildungsschule in Edinburgh ein. Die Regierung setzte einen Untersuchungsausschuss zu den des WAS ein. Obwohl Allen von den Behörden nicht mehr anerkannt war, wurde sie von der Regierung eingeladen, nach Deutschland zu reisen und die britische Rheinarmee zu beraten. Diese Halb-Akzeptanz ermutigte sie, sich als Chefin der britischen weiblichen Polizei in Übersee zu präsentieren. Sie reiste in Uniform und wurde von den Polizeibehörden in Europa sowie in Süd- und Nordamerika willkommen geheißen.

### Politisches Engagement
Im November 1922 kandidierte Allen erfolglos für das Parlament als Kandidatin für Westminster St. George’s. Während des Generalstreiks von 1926 engagierte sich Allen in der Organization for the Maintenance of Supplies („Organisation für die Aufrechterhaltung der Versorgung“) und stellte ihren WAS  der streikbrechenden Bewegung zur Verfügung.
Allen nahm an internationalen Polizeikongressen in Österreich und Deutschland teil. Sie besuchte auch die Niederlande, Ungarn, die Tschechoslowakei, die Türkei und Brasilien und beriet bei der Ausbildung von Polizistinnen. 1936 reiste sie nach Ägypten, um dort Urlaub zu machen (in ihrer Uniform), wurde aber empfangen, als sei sie von den britischen Polizeibehörden geschickt worden. Ihr Interesse an der Bekämpfung der Prostitution blieb weiterhin bestehen, und sie nahm an einer Konferenz des Völkerbundes in Genf über den Frauenhandel teil. Wo immer sie hinkam, wurde sie von vielen als die führende britische Polizistin wahrgenommen. Sie tat nichts, um diesen Eindruck zu entkräften, und knüpfte Kontakte zu Polizeichefs und führenden Politikern in ganz Europa.
1927 begann das Innenministerium, sich für Allens Aktivitäten zu interessieren. Sie wurde zu einer Peinlichkeit und einem Ärgernis für die Regierung und wurde auch faschistischer Aktivitäten verdächtigt. Allen traf eine Reihe von faschistischen Führern im Ausland, darunter Eoin O’Duffy in Irland, Franco in Spanien, Mussolini in Italien und 1934 Hitler und Göring in Deutschland. Obwohl ihre Verbindungen zu Oswald Mosleys British Union of Fascists (BUF) bis 1939 inoffiziell waren, beteiligte sie sich an verschiedenen militanten Aktivitäten, unter anderem an der Gründung der Women's Reserve im Jahr 1933, die sich gegen linke Aufwiegelung und Aufruhr wehren sollte. Die Werbung für die Frauenreserve offenbart ihre faschistischen Sympathien und ihre Angst vor dem Kommunismus.
Nach dem Ausbruch des Zweiten Weltkriegs trat Allen dem Women’'s Voluntary Service (WVS) bei, wurde aber auch zur regelmäßigen Rednerin bei „Friedenskundgebungen“ der BUF. 1940 wurde seitens der Regierung geprüft, ob Allens fortgesetzte nominelle Anwesenheit im Beirat des Women's Voluntary Service ein Sicherheitsrisiko darstelle. Im Ergebnis wurde Allen als „Spinnerin“ eingestuft, die „in einer lächerlichen Uniform herumläuft“, und der WAS als praktisch nicht mehr existent bezeichnet. Schließlich wurde sie jedoch vorsichtshalber in leichten Gewahrsam genommen, durfte sich nur in einem Umkreis von fünf Meilen um ihr Haus in Cornwall aufhalten und erhielt ein Verbot, Autos, Fahrräder, Telefone und das Radio zu benutzen.

### Persönliches
Allen war in ihrem engen weiblichen Freundeskreis als „Robert“ bekannt und wurde von ihren Polizistinnen „Sir“ genannt. Sie schrieb drei Bände einer Autobiografie: The Pioneer Policewoman (1925), A Woman at the Cross Roads (1934) und Lady in Blue (1936). A Woman at the Cross Roads wurde zu der Zeit geschrieben, als Allen Hitler kennenlernte, und ihre politischen Ansichten werden deutlich: Sie sah den Faschismus als Lösung für die von ihr wahrgenommenen Weltprobleme ansah. 
Allen schrieb zahlreiche Artikel für Zeitungen und Zeitschriften und gründete die Zeitschrift The Policewomen’s Review, die von 1927 bis 1937 erschien.
Über Allens persönliches Leben nach dem Zweiten Weltkrieg sind nur wenige Einzelheiten bekannt. Sie stand weiterhin in Verbindung mit Mosley und anderen Faschisten, darunter Norah Elam, mit der sie eine lebenslange Freundschaft verband. Beide waren Mitglieder der WSPU gewesen. Nach dem Niedergang der Mosley-Bewegung wandten sich beide dem Tierschutz zu, waren überzeugte Antivivisektionistinnen und Mitglieder der London and Provincial Anti-Vivisection Society. Allen hatte immer ein starkes Interesse an Religion, ohne sich einer bestimmten Richtung zuzuordnen. Im Jahr 1953 konvertierte sie zum römischen Katholizismus. Allen heiratete nie und hatte keine Kinder. Sie starb im Alter von 86 Jahren in einem Pflegeheim in Croydon.

## Werke
- The Pioneer Policewoman. Chatto & Windus, London 1925.
- A Woman at the Cross Roads. Unicorn Press, London 1934.
- Lady in Blue. Stanley Paul, London 1936.